# João Carlos dos Santos
João Carlos dos Santos (n. 10 septembrie 1972, Sete Lagoas, Minas Gerais, Brazilia) este un fost fotbalist brazilian.
În 1999, João Carlos a jucat 10 meciuri pentru echipa națională a Braziliei.

## Statistici
| Brazilia | Brazilia | Brazilia |
| An       | Meciuri  | Goluri   |
| -------- | -------- | -------- |
| 1999     | 10       | 1        |
| Total    | 10       | 1        |